# Casino du Touquet
Casino du Touquet peut faire référence à l'un des établissements publics où se pratiquent ou se sont pratiqués des jeux d'argent et de hasard au Touquet-Paris-Plage dans le département français du Pas-de-Calais. 
En 2025, deux casinos sont en activité dans cette ville : le « casino du Palais » (ou « casino Barrière », précédemment « casino de la Forêt ») et le « casino Partouche » (ou « casino des Quatre-saisons »).

## Localisation et équipements
Le casino Barrière aussi appelé « Casino du Palais » ou « Casino de la forêt » date de 1903. Il se trouve au cœur de la station à proximité de la mer et de la forêt, sur la place de l’Hermitage. Il dispose de deux restaurants, « Le Palais du Touquet » et « Le Restaurant de la forêt » et d’un bar/ brasserie, « Le Wish ».
Le casino Partouche aussi appelé « Casino des 4 saisons » date de 1976. Il est situé en plein centre-ville, rue Saint-Jean, à proximité de la plage. Il dispose de deux restaurants, « Le Barachois » et « Le Grill » et de deux bars « Le Philae » et le « Bar Mas ».

## Histoire
Le premier casino de la station, propriété des frères Street, le « Casino municipal », est inauguré le 19 juillet 1897. Il est remplacé en 1906 par un bâtiment plus vaste et plus cossu. En 1907, le ministère de Georges Clemenceau interdit les jeux mais, à la suite d'interventions puissantes, ils ne sont plus interdits mais réglementés. En 1909, le « Casino municipal » doit cesser de porter ce qualificatif n'étant pas un établissement communal, il s'appellera désormais « Casino de la Plage ». Le 1er juillet 1911, on inaugure le nouveau « Casino de la Plage »,,.

### Le casino en forêt
Le château d'Alphonse Daloz, construit en 1864, fut d’abord transformé en hôtel dans les années 1890, puis en « Château des sports » en 1904 par Pierre de Coubertin, et enfin en casino en 1907. Dès 1903, le casino accueille ses premiers clients. Il est détruit en 1912 et laisse place au Palais et Casino de la forêt décoré par les peintres Francis Tattegrain et Jan Lavezzari. Pour son ouverture, deux pièces de théâtre dont « Le Dindon » de Georges Feydeau sont données. Pendant la guerre de 1914-1918, il fait office d’hôpital militaire britannique. Son succès est énorme dans les années 1920 avec l’ouverture de salles de jeux et de son restaurant, et il devient rapidement l’un des plus importants casinos d’Europe et le premier casino de France en termes de revenus en 1927 permettant à la ville qui en détient 12 % de construire de nouvelles infrastructures.
À cette époque, en effet, il profite d’une clientèle britannique attirée par les jeux d’argent alors interdits en Angleterre. Il a inspiré Ian Fleming pour son roman Casino Royale. Il a été réinauguré en 1996 en même temps que le second casino de la ville, le « Casino des quatre saisons » après avoir été tous deux complètement réaménagés.[réf. nécessaire]

### Le casino en centre-ville
Transfert de l'ancien « Casino de la Plage », pour rappel, ce casino, premier casino de la station, propriété des frères Street, qui se dénommait le « Casino municipal », est inauguré le 19 juillet 1897 puis le 1er juillet 1911, on inaugure le nouveau « Casino de la Plage », à l’angle sud-ouest des rues Saint-Louis et de Paris. Il est agrandi et transformé en 1925, puis, en 1929, est détruit et reconstruit, à la suite de la reconstruction en 1926 du Grand-Hôtel qui devient l'hôtel de la Mer en 1956, Le casino est ensuite transféré au centre-ville, où se trouve aujourd'hui le Casino Partouche, il est inauguré, sous le nom de « casino des quatre saisons », en 1978.
À l'endroit de l’actuel Casino Partouche, se trouvait un hôtel de style anglo-normand construit entre 1927 et 1928 sur les plans de l’architecte Auguste Bluysen : le Normandy. Il rassemblait alors le cœur de l’animation de la rue Saint-Jean grâce à son bar, son restaurant et son dancing.
Le bar et le dancing du Normandy furent détruits dans un incendie le 10 décembre 1928. L’architecte Louis Quételart s’occupa des travaux de restauration et en fit un cinéma. Il s’attela à complètement remodeler l’architecture de l’établissement en prenant soin de conserver la clôture de poteaux dont le toit ouvrait sur la terrasse du café, œuvre de Bluysen, et installa de vastes toitures, des doubles pignons et retombées d’arc typiques des villas touquettoises dont il fut l’auteur.
Il conserva également le corps du bâtiment mais la façade fut complètement reconstruite et plusieurs éléments furent ajoutés tels que des vestiaires, des  toilettes ou une salle de billard. La cour intérieure est détruite en 1976 et remplacée par un restaurant et le casino des quatre saisons, inauguré en 1978. Le cinéma de 1928 est remplacé en 1933 par un cinéma indépendant, le Sélect, qui laissera place à l’actuel Philaé Café du casino.

## Pour approfondir